# Lunglavar
Lunglavar (Lobaria) är ett släkte av lavar som tillhör gruppen bladlavar. Kännetecknande för släktet är att de ingående lavarna vanligen har en storbladig bål och trivs i nederbördsrikt klimat samt att lavsymbiosen ofta involverar tre komponenter, en svamp, en grönalg och helt eller delvis även en cyanobakterie (tidigare kallade blågröna alger), istället för bara två komponenter som hos många andra lavar. Cyanobakterierna har förmågan till kvävefixering.
Många lunglavar är hotade för att de är känsliga för luftföroreningar och har drabbats av habitatförlust på grund av avverkningen av äldre skogar och att äldre lövträd blivit allt mer sällsynta.

## Kännetecken
Lunglavar är ofta ganska stora bladlavar och fler arter kan bli två decimeter i diameter eller mer. De enskilda loberna, bålens flikar, är ofta breda och rundade eller kantiga. Färgen på bålens ovansida är ofta grön till blågrön i väta och mer gråaktig eller brun vid torka. Undersidan är mer eller mindre fint hårig och ofta brunaktig.
Fruktkroppar för sexuell förökning, apotechier, är hos vissa arter sällsynta, men hos andra kan de vara vanliga. Apotechierna är skålformade och sitter på loberna eller vid lobernas kanter. Sporerna är antingen färglösa eller brunaktiga och har en långsmal form och är tvåcelliga eller flercelliga. På ovansidan av bålen kan soral och eller isidier för asexuell förökning finnas.
Hos vissa lunglavar finns cyanobakterier i algskiktet men hos andra är cyanobakterierna samlade i särskilda samlingar som kallas cephalodier. Cephaloiderna kan vara interna, det vill säga sitta inne i bålen som hos lunglav, eller externa och sitta utanpå bålen som hos jättelaven.

## Arter (urval)
- Jättelav, Lobaria amplissima
- Hårig skrovellav, Lobaria hallii
- Rundflikig lunglav, Lobaria linita
- Lunglav, Lobaria pulmonaria
- Skrovellav, Lobaria scrobiculata
- Örtlav, Lobaria virens